# Charles Pic
Charles Pic (født 15. februar 1990, i Montelimar, Frankrig) er en fransk racerkører. Han er bl.a. kendt for sine to sæsoner i Formel 1 i 2012, hvor han debuterede for Marussia F1 og 2013 hvor han kørte for Caterham F1. Efter 2013-sæsonen blev han droppet af Caterham, og blev testkører for Lotus F1. Hans Lotus-début i en træningssession var i Italiens Grand Prix 2014.
Charles Pic kørte Formel E, hvor han kørte for Andretti Autosport fra første runde og for China Racing siden den femte runde af sæsonen. Han har kørt kun 5 løb.